# Blephariatacta brasiliana
Blephariatacta brasiliana là một loài ruồi trong họ Tachinidae.